# 庫普欽齊 (特諾皮爾州)
49°26′54″N 25°21′21″E / 49.44833°N 25.35583°E
庫普欽齊（羅馬化：Kupchyntsi）是烏克蘭的村落，位於該國西部捷爾諾波爾州，由捷尔诺波尔区負責管轄，處於斯特里帕河畔，始建於1312年，面積0.6平方公里，海拔高度344米，2001年人口1,244。